# Francisco Javier Venegas

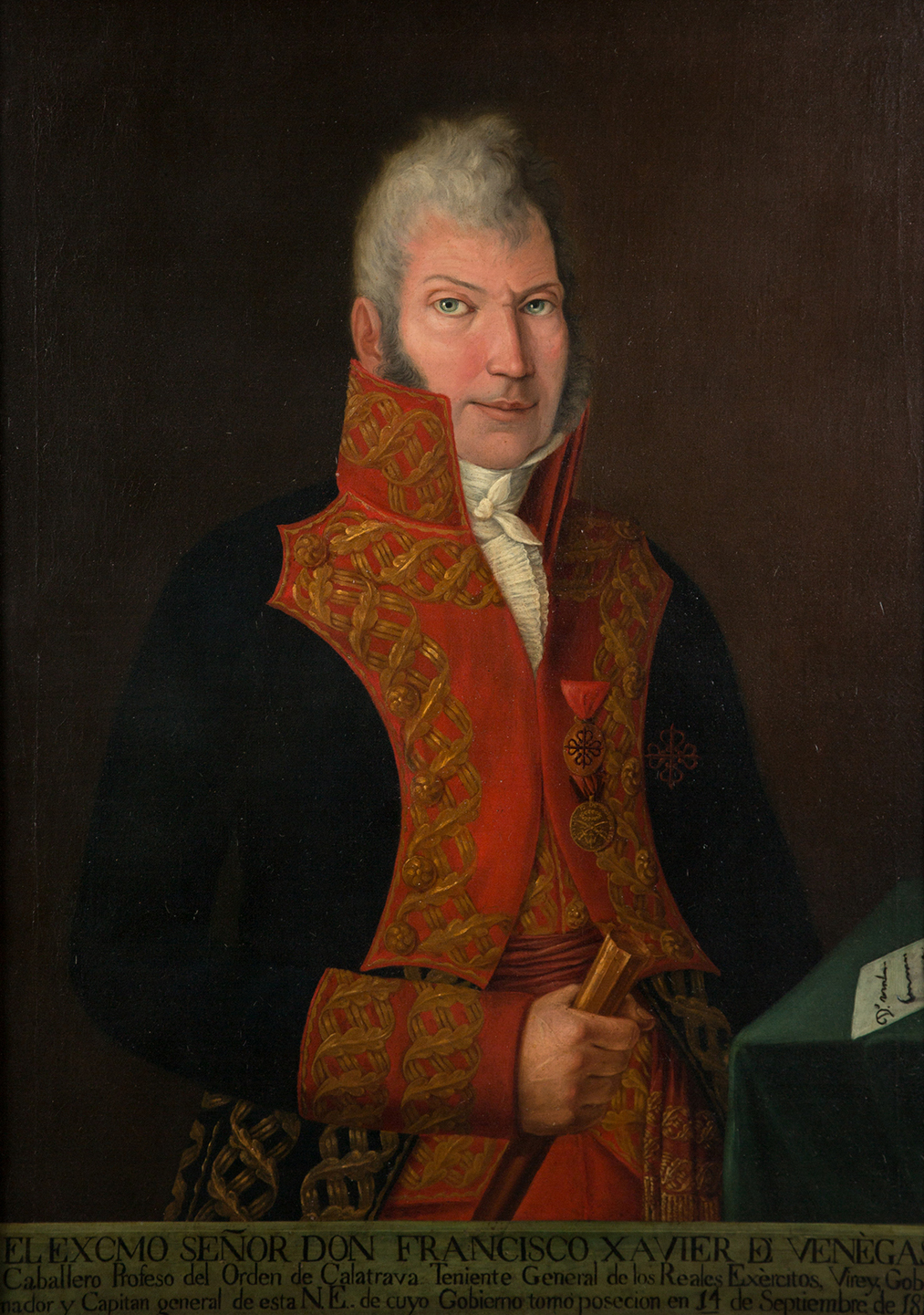
Francisco Javier Venegas

Francisco Javier Venegas de Saavedra (* 2. Dezember 1754 in Zafra, Region Extremadura, Spanien; † 18. Februar 1838 in Madrid, Spanien) war ein spanischer Offizier und Kolonialverwalter, der als Vizekönig von Neuspanien amtierte.

## Leben

### Herkunft und Militärkarriere
Venegas begann zunächst sein Studium mit dem Ziel, geisteswissenschaftlich tätig zu werden, trat dann aber als Kadett in den Dienst der königlich spanischen Armee. Bereits 1772 wurde er in Oran eingesetzt und nahm am Algerienfeldzug von 1775 teil. Weitere Stationen seiner Militärkarriere waren die Belagerung von Gibraltar (1779–1783) und die Einnahme von Menorca 1781. Im Koalitionskrieg der europäischen Mächte gegen das revolutionäre Frankreich kämpfte er für Spanien und stieg im Laufe der Zeit bis zum Oberst auf.
Dank einer Erbschaft wurde er finanziell unabhängig und quittierte den Dienst. 1808, als napoleonische Truppen Spanien angriffen, um Joseph Bonaparte als spanischen König durchzusetzen, meldete Venegas sich zurück und kämpfte gegen die Franzosen für die Rechte des exilierten Königs Ferdinand VII.Bei der Schlacht bei Bailén im Juli 1808 befehligte er eine Division und stieg in der Folge zum Brigadegeneral und Feldmarschall auf. Im November 1808 trug sein Rat dazu bei, die Niederlage der Spanier bei der Schlacht von Tudela in Grenzen zu halten. 1809 wurde er zum Generalleutnant befördert.
Der französische Heerführer Horace-François Sébastiani lud ihn und andere spanische Militärs ein, sich auf die französische Seite zu schlagen, doch Venegas erwiderte in einem offenen Brief gemeinsam mit anderen Unterzeichnern, dass er sein Vaterland entweder retten oder mit ihm untergehen wolle. Anfang 1810 ernannte ihn die Junta Suprema Central zum Gouverneur von Cádiz, gerade, als die Franzosen mit der Belagerung der Festung begannen.

### Ernennung zum Vizekönig von Neugranada
Am 20. Februar 1810 wurde Francisco Venegas zum Vizekönig von Neugranada ernannt, als Nachfolger von Antonio Amar y Borbón, der vor der vorrückenden Unabhängigkeitsbewegung nach Cartagena weichen musste. Bevor er aber sein Amt antreten konnte, hatte der Regierungsrat der Cortes von Cádiz ihn nach Mexiko umdirigiert und ihn zum Vizekönig von Neuspanien ernannt. Er landete am 25. August 1810 in Veracruz.

### Amtszeit als Vizekönig von Neuspanien

#### Aufstand von Hidalgo
Am 14. September 1810 übernahm er das Amt des Vizekönigs. Zwei Tage später begann Miguel Hidalgo mit dem Grito de Dolores (deutsch: Schrei von Dolores) den Aufstand, der zum mexikanischen Unabhängigkeitskrieg führte. Sehr bald fielen wichtige Städte in die Hände der Aufständischen. Am 18. September rief Vizekönig Venegas eine Runde von Honoratioren und Offizieren zusammen und rief alle Einwohner Mexikos („Neuspaniens“) auf, die Einheit und Obrigkeitstreue zu wahren; zugleich setzte er Kopfprämien von je 10.000 Pesos auf die Erfassung von Hidalgo, Ignacio Allende und Juan Aldama, die Führer der Unabhängigkeitsbewegung, aus.
Nach anfänglichen Überraschungserfolgen stoppten die Aufständischen und zögerten Anfang November 1810, die schwach verteidigte Hauptstadt Mexiko-Stadt einzunehmen. Im Gegenzug ergriffen die Royalisten die Initiative, und unter Befehl von Félix María Calleja del Rey drängten sie bis März 1811 die Rebellen in den Norden zurück. Die wichtigsten Revolutionsführer wurden gefangen genommen und hingerichtet.
Nach dem Tode von Hidalgo und den anderen führenden Köpfen traten Ignacio López Rayón und José María Liceaga an die Spitze des Aufstandes im Norden. Sie gründeten eine Suprema Junta Nacional Americana und stellten weiterhin eine Bedrohung für die Royalisten dar.
Für seine Verdienste wurde Venegas mit dem Großkreuz vom Orden Karls III. ausgezeichnet.

#### Aufstand von Morelos
Ende 1811 entwickelte sich ein zweiter Unruheherd im Süden des Landes. Unter der Führung von José María Morelos marschierten Aufständische in Richtung Norden. In Mexiko-Stadt selbst brodelte Widerstand. Vizekönig Venegas ließ Erlasse und Proklamationen ausrufen, in denen die Verbreitung subversiver Schriften und selbst politische Diskussionen untersagt wurden.
Am 2. Januar 1812 nahmen die Royalisten Zitácuaro und brannten die Festung vollständig nieder. Bis zum 1. Mai 1812 belagerten sie Cuautla, Morelos jedoch konnte ins Landesinnere entkommen.

#### Verfassung von Cádiz
Als die Cortes von Cádiz 1812 eine spanische Verfassung verabschiedet hatten, weigerte sich Venegas, der als überzeugter Absolutist jede Einschränkung der königlichen Herrschaft ablehnte, so lange wie möglich, diese zur Kenntnis zu nehmen oder gar (wie von Spanien verlangt) zu veröffentlichen. Erst am 28. September 1812 wurde die Verfassung auch in Neuspanien in Kraft gesetzt. Mit ihr sollten Pressefreiheit und Wahlen eingeführt werden.
Schlagartig änderte sich das Klima in der Stadt. Die bis dahin rigoros unterdrückte öffentliche Meinungsfreiheit bahnte sich den Weg. Zeitungen, Flugblätter, Pamphlete zirkulierten in großer Zahl.

#### Rücktritt
Am 5. Dezember machte Venegas dem liberalen Tun ein Ende. Er widerrief alle verfassungsmäßigen Rechte. Am 29. Dezember übertrug er die militärische Gewalt in Mexiko-Stadt dem General Calleja und die Präsidentschaft am 7. Januar 1813 einer Militärjunta.
Unterdessen hatte General Calleja erfahren, dass bereits am 16. September 1812 die Regentschaft von Cádiz ihn zum Nachfolger im Amte des Vizekönigs ernannt hatte. Die langen Laufzeiten von Nachrichten zwischen Spanien und Mexiko und innerhalb der vom Bürgerkrieg erschütterten Kolonie führten dazu, dass sowohl Venegas als auch Calleja erst spät von der Ernennung erfuhren. Es wurde Februar 1813, bis Calleja in Mexiko-Stadt eintraf. Ende Februar fand eine Unterredung zwischen Venegas und Calleja statt, und am 4. März 1813 übernahm Calleja das Amt.

### Rückkehr nach Spanien
Venegas kehrte umgehend nach Spanien zurück. Mit sich brachte er die Pest, da er als wichtiger Würdenträger von den Quarantänebestimmungen ausgenommen war. Er überlebte die Erkrankung und wurde zum marqués de la Reunión y de Nueva España ernannt. 1815 wurde er in die Asamblea Suprema aufgenommen. Im selben Jahr ernannte ihn der Hof zum Vizekönig von Peru; dieses Amt konnte er aber wegen seines angeschlagenen Gesundheitszustandes nicht annehmen.
Er veröffentlichte seine Erinnerungen an den Unabhängigkeitskrieg und übernahm mehrere öffentliche Ehrenämter. 1818 wurde er zum Generalkapitän von Galicien ernannt.

### Rolle im Trienio Liberal
1820 setzten die siegreichen liberalen Konstitutionalisten ihn als gemäßigten absolutistischen Royalisten ab. Nach der Machtergreifung der Liberalen (Trienio Liberal) wurde er zunächst in Gibraltar festgesetzt, aber dort – mit der stillschweigenden Billigung der Briten – wieder befreit. 1820 machten ihn die Liberalen zum Mitglied der Junta de Indias sowie zum Präsidenten des Kriegsrates und der Generalkommission.
Während der liberalen Epoche lebte Venegas in Córdoba als Vertrauter von Pedro Girón de Ahumada, der ebenfalls eine moderate Rolle im Kampf zwischen Verfassungsbefürwortern und Absolutisten einnahm.

### Späte Jahre
Mit der Rückkehr zum Absolutismus von Ferdinand VII. übernahm Venegas militärische Ehrenposten. Von 1834 bis 1836 war er Mitglied des spanischen Oberhauses (Estamento de Próceres). 1838 starb er.